# Cúp C1 châu Âu 1990–91
Cúp C1 châu Âu 1990–91 là mùa thứ 36 của Cúp C1 châu Âu dành cho các câu lạc bộ bóng đá hàng đầu thuộc các quốc gia của UEFA. Giải đấu chứng kiến sự lên ngôi lần đầu tiên của Sao Đỏ Belgrade sau khi họ giành chiến thắng trong loạt luân lưu trước Marseille. Đây cũng là trận chung kết Cúp C1 châu Âu đầu tiên mà Marseille góp mặt. Sao Đỏ Belgrade cũng trở thành đội bóng thứ hai ở Đông Âu vô địch giải đấu sau Steaua București của Rumani vào năm 1986. Đây cũng là mùa giải cuối cùng chỉ sử dụng thể thức loại trực tiếp, với việc vòng bảng được bổ sung trong mùa giải tiếp theo. Sao Đỏ Belgrade cũng là câu lạc bộ duy nhất vô địch với tư cách là đại diện của bóng đá Nam Tư, bởi vì không lâu sau đó thì Nam Tư tan rã. Đây cũng là mùa giải cuối cùng có sự góp mặt của một đại diện tới từ Đông Đức, kể từ khi Đông và Tây thống nhất vào tháng 10 năm 1990.
Giải đấu cũng đánh dấu sự trở lại của các câu lạc bộ của Vương quốc Liên hiệp Anh sau năm năm bị cấm thi đấu bởi Thảm họa Heysel nhưng nhà vô địch Anh là Liverpool đã bị cấm thêm một năm nữa nên không thể tham dự. Nhà vô địch Hà Lan Ajax không được phép tham dự cúp châu Âu mùa này bởi cách hành xử kém cỏi của những cổ động viên của họ trong một trận đấu mùa trước, vì vậy mà suất đại diện của Hà Lan bị khuyết giúp đương kim vô địch Milan được đặc cách không phải thi đấu vòng đầu tiên. Milan sau đó đã bị Marseille loại ở loạt trận tứ kết sau khi trận lượt về đội bóng của Pháp giành chiến thắng 3-0 trên sân nhà. Khi Marseille đang dẫn 1-0, nâng tổng tỉ số sau hai lượt trận là 2-1 thì đèn chiếu sáng bị hỏng, khiến trận đấu bị tạm ngừng. Milan sau đó đã từ chối thi đấu trở lại trong khi đèn đang được sửa mà vì vậy Marseille đã được xử thắng 3-0.

## Đội tham dự
Tổng cộng có 31 đội tham gia giải đấu này.
| Vòng hai              | Vòng hai         | Vòng hai         | Vòng hai                 |
| --------------------- | ---------------- | ---------------- | ------------------------ |
| Milan (TH)            |                  |                  |                          |
| Vòng đầu tiên         |                  |                  |                          |
| Dinamo Tirana         | Swarovski Tirol  | Club Brugge      | CSKA Sofia               |
| APOEL                 | Sparta Prague    | OB               | Dynamo Dresden[Note GDR] |
| Kuusysi               | Marseille        | Panathinaikos    | Újpesti Dózsa            |
| KA Akureyri           | Napoli           | Union Luxembourg | Valletta                 |
| Portadown             | Lillestrøm       | Lech Poznań      | Porto                    |
| St Patrick's Athletic | Dinamo București | Rangers          | Spartak Moscow           |
| Real Madrid           | Malmö FF         | Grasshopper      |                          |
| Beşiktaş              | Bayern Munich    | Sao Đỏ Belgrade  |                          |

Ghi chú
1. ^ Đông Đức (GDR): Tất cả các trận đấu của Dynamo Dresden, đại diện cho DFV với tư cách là nhà vô địch của DDR-Oberliga 1989–90, vào hoặc sau ngày Tái thống nhất nước Đức ngày 3 tháng 10 năm 1990 cho thấy lá cờ của quốc gia Đức thống nhất. Tuy nhiên, những trận đấu và thành tích của họ vẫn được tính cho Đông Đức, và không phải cho Đức, theo quy định của UEFA.

## Vòng đầu tiên
| Đội 1            | TTS  | Đội 2                 | Lượt đi | Lượt về |
| ---------------- | ---- | --------------------- | ------- | ------- |
| APOEL            | 2–7  | Bayern Munich         | 2–3     | 0–4     |
| KA Akureyri      | 1–3  | CSKA Sofia            | 1–0     | 0–3     |
| Dinamo București | 5–1  | St Patrick's Athletic | 4–0     | 1–1     |
| Porto            | 13–1 | Portadown             | 5–0     | 8–1     |
| Sao Đỏ Belgrade  | 5–2  | Grasshopper           | 1–1     | 4–1     |
| Valletta         | 0–10 | Rangers               | 0–4     | 0–6     |
| Union Luxembourg | 1–6  | Dynamo Dresden        | 1–3     | 0–3     |
| Malmö FF         | 5–4  | Beşiktaş              | 3–2     | 2–2     |
| Napoli           | 5–0  | Újpesti Dózsa         | 3–0     | 2–0     |
| Sparta Prague    | 0–4  | Spartak Moscow        | 0–2     | 0–2     |
| OB               | 1–10 | Real Madrid           | 1–4     | 0–6     |
| Swarovski Tirol  | 7–1  | Kuusysi               | 5–0     | 2–1     |
| Milan            | -    |                       | –       | –       |
| Lillestrøm       | 1–3  | Club Brugge           | 1–1     | 0–2     |
| Lech Poznań      | 5–1  | Panathinaikos         | 3–0     | 2–1     |
| Marseille        | 5–1  | Dinamo Tirana         | 5–1     | 0–0     |

### Lượt đi
| APOEL                     | 2–3     | Bayern Munich                          |
| ------------------------- | ------- | -------------------------------------- |
| Gogić 5' · Pantziaras 80' | Báo cáo | Reuter 72' · McInally 87' · Strunz 89' |

| KA Akureyri   | 1–0     | CSKA Sofia |
| ------------- | ------- | ---------- |
| Hafsteinn 17' | Báo cáo |            |

| Dinamo București                                    | 4–0     | St Patrick's Athletic |
| --------------------------------------------------- | ------- | --------------------- |
| Doboș 2' · Damaschin 19' · Mateuț 24' · Cheregi 80' | Báo cáo |                       |

| Porto                                                       | 5–0     | Portadown |
| ----------------------------------------------------------- | ------- | --------- |
| Geraldão 6' · Paille 17', 77' · Kostadinov 32' · Branco 50' | Báo cáo |           |

| Sao Đỏ Belgrade | 1–1     | Grasshopper |
| --------------- | ------- | ----------- |
| Binić 44'       | Báo cáo | Közle 14'   |

| Valletta | 0–4     | Rangers                                               |
| -------- | ------- | ----------------------------------------------------- |
|          | Báo cáo | McCoist 16' (ph.đ.) · Hateley 58' · Johnston 75', 80' |

| Union Luxembourg | 1–3     | Dynamo Dresden                                |
| ---------------- | ------- | --------------------------------------------- |
| Morocutti 45'    | Báo cáo | Gütschow 47' · Birsens 78' (l.n.) · Ratke 90' |

| Malmö FF                                       | 3–2     | Beşiktaş      |
| ---------------------------------------------- | ------- | ------------- |
| Lindman 29' · Andersson 58' · Recep 61' (l.n.) | Báo cáo | Uçar 50', 59' |

| Napoli                         | 3–0     | Újpesti Dózsa |
| ------------------------------ | ------- | ------------- |
| Baroni 35' · Maradona 43', 76' | Báo cáo |               |

| Sparta Prague | 0–2     | Spartak Moscow             |
| ------------- | ------- | -------------------------- |
|               | Báo cáo | Shalimov 25' · Shmarov 58' |

| OB           | 1–4     | Real Madrid                                             |
| ------------ | ------- | ------------------------------------------------------- |
| Pedersen 21' | Báo cáo | Aldana 17' · Sánchez 26' · Villarroya 82' · Maqueda 88' |

| Swarovski Tirol                                  | 5–0     | Kuusysi |
| ------------------------------------------------ | ------- | ------- |
| Gorosito 29' · Prudlo 35' · Pacult 41', 60', 81' | Báo cáo |         |

| Lillestrøm | 1–1     | Club Brugge |
| ---------- | ------- | ----------- |
| Halle 81'  | Báo cáo | Staelens 4' |

| Lech Poznań                              | 3–0     | Panathinaikos |
| ---------------------------------------- | ------- | ------------- |
| Jakołcewicz 2' (ph.đ.), 19' · Rzepka 64' | Báo cáo |               |

| Marseille                                                  | 5–1     | Dinamo Tirana      |
| ---------------------------------------------------------- | ------- | ------------------ |
| Papin 45' (ph.đ.), 68', 74' · Cantona 70' · Vercruysse 90' | Báo cáo | Tahiri 89' (ph.đ.) |

### Lượt về
| Bayern Munich                              | 4–0     | APOEL |
| ------------------------------------------ | ------- | ----- |
| Augenthaler 48' · Mihajlović 64', 89', 90' | Báo cáo |       |

Bayern Munich chung cuộc thắng 7–2.
| CSKA Sofia                         | 3–0     | KA Akureyri |
| ---------------------------------- | ------- | ----------- |
| Marashliev 19', 80' · Georgiev 48' | Báo cáo |             |

CSKA Sofia chung cuộc thắng 3–1.
| St Patrick's Athletic | 1–1     | Dinamo București |
| --------------------- | ------- | ---------------- |
| Fenlon 37'            | Báo cáo | Mateuț 76'       |

Dinamo București chung cuộc thắng 5–1.
| Portadown  | 1–8     | Porto                                                                     |
| ---------- | ------- | ------------------------------------------------------------------------- |
| Fraser 36' | Báo cáo | Madjer 9', 15', 33', 55' · Semedo 40' · Paille 50', 79' · Jorge Couto 81' |

Porto chung cuộc thắng 13–1.
| Grasshopper       | 1–4     | Sao Đỏ Belgrade                                                  |
| ----------------- | ------- | ---------------------------------------------------------------- |
| Közle 62' (ph.đ.) | Báo cáo | Pančev 11' · Prosinečki 49' (ph.đ.), 84' (ph.đ.) · Radinović 58' |

Sao Đỏ Belgrade chung cuộc thắng 5–2.
| Rangers                                                              | 6–0     | Valletta |
| -------------------------------------------------------------------- | ------- | -------- |
| Dodds 5' · Spencer 6' · Johnston 19', 37', 76' (ph.đ.) · McCoist 75' | Báo cáo |          |

Rangers chung cuộc thắng 10–0.
| Dynamo Dresden                 | 3–0     | Union Luxembourg |
| ------------------------------ | ------- | ---------------- |
| Jähnig 18', 45' · Gütschow 34' | Báo cáo |                  |

Dynamo Dresden chung cuộc thắng 6–1.
| Beşiktaş                | 2–2     | Malmö FF                     |
| ----------------------- | ------- | ---------------------------- |
| Gültiken 30' · Uçar 43' | Báo cáo | Ekheim 53' · Skammelsrud 63' |

Malmö FF chung cuộc thắng 5–4.
| Újpesti Dózsa | 0–2     | Napoli                      |
| ------------- | ------- | --------------------------- |
|               | Báo cáo | Incocciati 13' · Alemão 35' |

Napoli chung cuộc thắng 5–0.
| Spartak Moscow               | 2–0     | Sparta Prague |
| ---------------------------- | ------- | ------------- |
| Perepadenko 33' · Ivanov 51' | Báo cáo |               |

Spartak Moscow chung cuộc thắng 4–0.
| Real Madrid                                         | 6–0     | OB |
| --------------------------------------------------- | ------- | -- |
| Losada 14', 53', 74' · Míchel 36' · Aldana 46', 81' | Báo cáo |    |

Real Madrid chung cuộc thắng 10–1.
| Kuusysi        | 1–2     | Swarovski Tirol        |
| -------------- | ------- | ---------------------- |
| Vehkakoski 71' | Báo cáo | Pacult 5', 50' (ph.đ.) |

Swarovski Tirol chung cuộc thắng 7–1.
| Club Brugge          | 2–0     | Lillestrøm |
| -------------------- | ------- | ---------- |
| Booy 2' · Farina 82' | Báo cáo |            |

Club Brugge chung cuộc thắng 3–1.
| Panathinaikos | 1–2     | Lech Poznań                |
| ------------- | ------- | -------------------------- |
| Saravakos 44' | Báo cáo | Pachelski 68' · Moskal 85' |

Lech Poznań chung cuộc thắng 5–1.
| Dinamo Tirana | 0–0     | Marseille |
| ------------- | ------- | --------- |
|               | Báo cáo |           |

Marseille chung cuộc thắng 5–1.

## Vòng hai
| Đội 1            | TTS         | Đội 2           | Lượt đi | Lượt về |
| ---------------- | ----------- | --------------- | ------- | ------- |
| Bayern Munich    | 7–0         | CSKA Sofia      | 4–0     | 3–0     |
| Dinamo București | 0–4         | Porto           | 0–0     | 0–4     |
| Sao Đỏ Belgrade  | 4–1         | Rangers         | 3–0     | 1–1     |
| Dynamo Dresden   | 2–2 (5–4 p) | Malmö FF        | 1–1     | 1–1     |
| Napoli           | 0–0 (3–5 p) | Spartak Moscow  | 0–0     | 0–0     |
| Real Madrid      | 11–3        | Swarovski Tirol | 9–1     | 2–2     |
| Milan            | 1–0         | Club Brugge     | 0–0     | 1–0     |
| Lech Poznań      | 4–8         | Marseille       | 3–2     | 1–6     |

### Lượt đi
| Bayern Munich                                            | 4–0     | CSKA Sofia |
| -------------------------------------------------------- | ------- | ---------- |
| Reuter 3', 62' (ph.đ.) · Wohlfarth 28' · Augenthaler 54' | Báo cáo |            |

| Dinamo București | 0–0     | Porto |
| ---------------- | ------- | ----- |
|                  | Báo cáo |       |

| Sao Đỏ Belgrade                               | 3–0     | Rangers |
| --------------------------------------------- | ------- | ------- |
| Brown 8' (l.n.) · Prosinečki 65' · Pančev 73' | Báo cáo |         |

| Dynamo Dresden | 1–1     | Malmö FF     |
| -------------- | ------- | ------------ |
| Gütschow 45'   | Báo cáo | Engqvist 18' |

| Napoli | 0–0     | Spartak Moscow |
| ------ | ------- | -------------- |
|        | Báo cáo |                |

| Real Madrid                                                                     | 9–1     | Swarovski Tirol |
| ------------------------------------------------------------------------------- | ------- | --------------- |
| Butragueño 4', 30', 48' · Sánchez 7', 14', 72', 85' · Hierro 37' · Tendillo 80' | Báo cáo | Pacult 17'      |

| Milan | 0–0     | Club Brugge |
| ----- | ------- | ----------- |
|       | Báo cáo |             |

| Lech Poznań                                 | 3–2     | Marseille                |
| ------------------------------------------- | ------- | ------------------------ |
| Łukasik 31' · Pachelski 41' · Juskowiak 58' | Báo cáo | Fournier 8' · Waddle 64' |

### Lượt về
| CSKA Sofia | 0–3     | Bayern Munich                                |
| ---------- | ------- | -------------------------------------------- |
|            | Báo cáo | Wohlfarth 16' · Effenberg 78' · McInally 84' |

Bayern Munich chung cuộc thắng 7–0.
| Porto                                                    | 4–0     | Dinamo București |
| -------------------------------------------------------- | ------- | ---------------- |
| Kostadinov 3', 22' · Geraldão 48' (ph.đ.) · Domingos 63' | Báo cáo |                  |

Porto chung cuộc thắng 4–0.
| Rangers     | 1–1     | Sao Đỏ Belgrade |
| ----------- | ------- | --------------- |
| McCoist 75' | Báo cáo | Pančev 51'      |

Sao Đỏ Belgrade chung cuộc thắng 4–1.
| Malmö FF                                          | 1–1 (s.h.p.) | Dynamo Dresden                                    |
| ------------------------------------------------- | ------------ | ------------------------------------------------- |
| Persson 72' (ph.đ.)                               | Báo cáo      | Gütschow 19'                                      |
| Loạt sút luân lưu                                 |              |                                                   |
| Persson · Skammelsrud · Ågren · Nyhlén · Engqvist | 4–5          | Lieberam · Schößler · Wagenhaus · Kern · Gütschow |

Dynamo Dresden 2–2 Malmö sau hai lượt trận. Dynamo Dresden chung cuộc thắng 5–4 trong loạt sút luân lưu.
| Spartak Moscow                                  | 0–0 (s.h.p.) | Napoli                              |
| ----------------------------------------------- | ------------ | ----------------------------------- |
|                                                 | Báo cáo      |                                     |
| Loạt sút luân lưu                               |              |                                     |
| Karpin · Shalimov · Shmarov · Kulkov · Mostovoi | 5–3          | Ferrara · Mauro · Baroni · Maradona |

Napoli 0–0 Spartak Moscow sau hai lượt trận. Spartak Moscow chung cuộc thắng 5–3 trong loạt sút luân lưu.
| Swarovski Tirol              | 2–2     | Real Madrid     |
| ---------------------------- | ------- | --------------- |
| Hörtnagl 14' · Linzmaier 90' | Báo cáo | Losada 34', 45' |

Real Madrid chung cuộc thắng 11–3.
| Club Brugge | 0–1     | Milan       |
| ----------- | ------- | ----------- |
|             | Báo cáo | Carbone 47' |

Milan chung cuộc thắng 1–0.
| Marseille                                                    | 6–1     | Lech Poznań             |
| ------------------------------------------------------------ | ------- | ----------------------- |
| Papin 19' · Vercruysse 34', 45', 84' · Tigana 89' · Boli 90' | Báo cáo | Jakołcewicz 59' (ph.đ.) |

Marseille chung cuộc thắng 8–4.

## Tứ kết
| Đội 1           | TTS | Đội 2          | Lượt đi | Lượt về |
| --------------- | --- | -------------- | ------- | ------- |
| Bayern Munich   | 3–1 | Porto          | 1–1     | 2–0     |
| Sao Đỏ Belgrade | 6–0 | Dynamo Dresden | 3–0     | 3–01    |
| Spartak Moscow  | 3–1 | Real Madrid    | 0–0     | 3–1     |
| Milan           | 1–4 | Marseille      | 1–1     | 0–32    |

1 – Trận đấu bị hủy do bạo loạn sau 78 phút thi đấu. Với việc Sao Đỏ Belgrade đang dẫn 2–1, họ được xử thắng 3–0.
2 – Với tỉ số đang là 1–0 cho Marseille sau 88 phút thi đấu, đền chiếu sáng bị hỏng. Milan từ chối thi đấu khi đèn chiếu sáng cấp trở lại, Marseille được xử thắng 3–0.

### Lượt đi
| Bayern Munich | 1–1     | Porto        |
| ------------- | ------- | ------------ |
| Bender 31'    | Báo cáo | Domingos 65' |

| Sao Đỏ Belgrade                            | 3–0     | Dynamo Dresden |
| ------------------------------------------ | ------- | -------------- |
| Prosinečki 22' · Binić 43' · Savićević 56' | Báo cáo |                |

| Spartak Moscow | 0–0     | Real Madrid |
| -------------- | ------- | ----------- |
|                | Báo cáo |             |

| Milan      | 1–1     | Marseille |
| ---------- | ------- | --------- |
| Gullit 14' | Báo cáo | Papin 27' |

### Lượt về
| Porto | 0–2     | Bayern Munich          |
| ----- | ------- | ---------------------- |
|       | Báo cáo | Ziege 19' · Bender 71' |

Bayern Munich chung cuộc thắng 3–1
| Dynamo Dresden      | 1–2     | Red Star Belgrade          |
| ------------------- | ------- | -------------------------- |
| Gütschow 3' (ph.đ.) | Báo cáo | Savićević 52' · Pančev 69' |

Trận đấu đã bị dừng ở phút thứ 78 sau quyết định của trọng tài Emilio Soriano Aladrén, do các cổ động viên của Dynamo Dresden gây ra sự hỗn loạn trên khán đài và ném đồ vật xuống sân. Sao Đỏ Belgrade lúc đó đang dẫn với tỉ số 2–1. UEFA đã xử thắng 3–0 cho Sao Đỏ Belgrade. Sao Đỏ Belgrade chung cuộc thắng 6–0.
| Real Madrid    | 1–3     | Spartak Moscow                   |
| -------------- | ------- | -------------------------------- |
| Butragueño 10' | Báo cáo | Radchenko 20', 38' · Shmarov 64' |

Spartak Moscow chung cuộc thắng 3–1.
| Marseille  | 1–0     | Milan |
| ---------- | ------- | ----- |
| Waddle 75' | Báo cáo |       |

Trận đấu bị tạm dừng sau khi hai trong số bốn đèn chiếu sáng sân vận động bị hỏng. Khi năng lượng được phục hồi sau 15 phút, Milan từ chối trở lại sân cỏ. UEFA đã xử thắng 3–0 cho Marseille và cấm Milan. Marseille chung cuộc thắng 4–1.

## Bán kết
| Đội 1          | TTS | Đội 2             | Lượt đi | Lượt về |
| -------------- | --- | ----------------- | ------- | ------- |
| Bayern Munich  | 3–4 | Red Star Belgrade | 1–2     | 2–2     |
| Spartak Moscow | 2–5 | Marseille         | 1–3     | 1–2     |

### Lượt đi
| Bayern Munich | 1–2     | Sao Đỏ Belgrade            |
| ------------- | ------- | -------------------------- |
| Wohlfarth 23' | Báo cáo | Pančev 45' · Savićević 70' |

| Spartak Moscow | 1–3     | Marseille                             |
| -------------- | ------- | ------------------------------------- |
| Shalimov 58'   | Báo cáo | Pelé 27' · Papin 31' · Vercruysse 88' |

### Lượt về
| Sao Đỏ Belgrade                         | 2–2     | Bayern Munich                |
| --------------------------------------- | ------- | ---------------------------- |
| Mihajlović 24' · Augenthaler 90' (l.n.) | Báo cáo | Augenthaler 61' · Bender 66' |

Sao Đỏ Belgrade chung cuộc thắng 4–3.
| Marseille           | 2–1     | Spartak Moscow       |
| ------------------- | ------- | -------------------- |
| Pelé 34' · Boli 48' | Báo cáo | Mostovoi 58' (ph.đ.) |

Marseille chung cuộc thắng 5–2.

## Chung kết
| Sao Đỏ Belgrade                                       | 0–0 (a.e.t.) | Marseille                       |
| ----------------------------------------------------- | ------------ | ------------------------------- |
|                                                       | Báo cáo      |                                 |
| Loạt sút luân lưu                                     |              |                                 |
| Prosinečki · Binić · Belodedici · Mihajlović · Pančev | 5–3          | Amoros · Casoni · Papin · Mozer |

## Vua phá lưới
Dưới đây là danh sách các cầu thủ ghi bàn hàng đầu tại Cúp C1 châu Âu 1990–91:
| Hạng | Tên                 | Câu lạc bộ          | Bàn thắng |
| ---- | ------------------- | ------------------- | --------- |
| 1    | Peter Pacult        | Swarovski Tirol     | 6         |
| 1    | Jean-Pierre Papin   | Olympique Marseille | 6         |
| 3    | Torsten Gütschow    | Dynamo Dresden      | 5         |
| 3    | Mo Johnston         | Rangers             | 5         |
| 3    | Sebastián Losada    | Real Madrid         | 5         |
| 3    | Darko Pančev        | Red Star Belgrade   | 5         |
| 3    | Hugo Sánchez        | Real Madrid         | 5         |
| 3    | Philippe Vercruysse | Olympique Marseille | 5         |
| 9    | Emilio Butragueño   | Real Madrid         | 4         |
| 9    | Rabah Madjer        | Porto               | 4         |
| 9    | Robert Prosinečki   | Sao Đỏ Belgrade     | 4         |